# District d'Uzerche
Le district d'Uzerche est une ancienne division territoriale française du département de la Corrèze de 1790 à 1795.
Il était composé des cantons d'Userche, Chamboulive, Juillac, Lubersac, Meillars, Treignac et Vigeois.